# Stadio municipale del Widzew Łódź
Lo Stadio municipale del Widzew Łódź (in polacco Stadion Miejski Widzewa Łódź) è uno stadio della città polacca di Łódź. È di proprietà dello stato e ospita le gare casalinghe del Widzew Łódź.
Il 25 luglio 2017 ha ospitato la finale della Topliga, il massimo campionato polacco di football americano.

## Storia

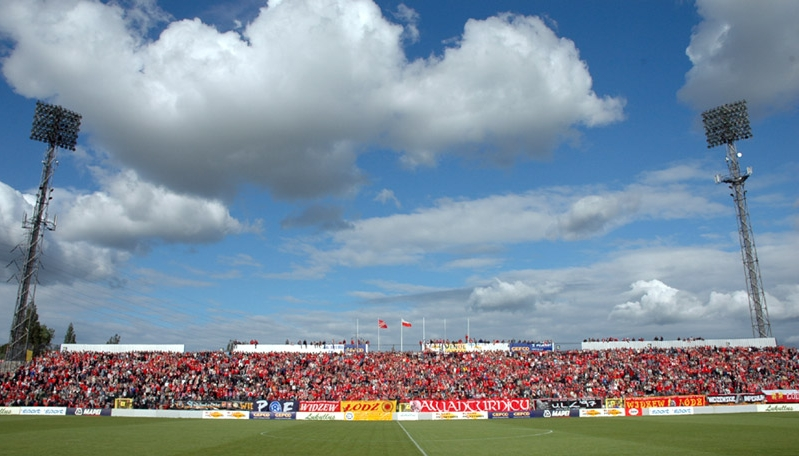
Lo stadio nel 2014, poco prima della chiusura in vista della totale ricostruzione.

Nel 1928 la città di Łódź assegnò un lotto di 100 metri per 300 per la costruzione dello stadioin via Rokicińska 28B (attuale via Józefa Piłsudskiego 94). In precedenza i giocatori di Widzew Łódź giocavano e si allenavano su campi noleggiati da altre associazioni sportive. Lo stadio fu aperto nel 1930. 
Il 22 novembre 2014 il Widzew Łódź giocò l'ultima partita nello stadio, pareggiata per 1-1 contro il GKS Katowice. L'impianto fu dunque chiuso in previsione di una totale ricostruzione nel medesimo sito. La demolizione ebbe luogo dal 26 gennaio al maggio 2015. I lavori di edificazione del nuovo impianto costrinsero il Widzew Łódź ad allenarsi e a giocare per due anni e mezzo (fino al marzo 2017) le partite casalinghe allo stadio UKS SMS di Łódź, in via Milionowa 12.
Il ricostruito impianto riaprì il 18 marzo 2017.

## Football americano
| Łódź 25 luglio 2017 XII Superfinał | Panthers Wrocław | 55 – 21 | Seahawks Gdynia | Stadion im. Ludwika Sobolewskiego |